# Kea (Vogelart)

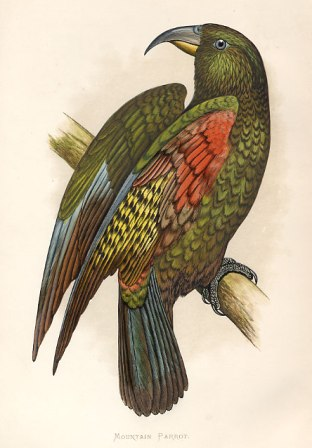
Färbung des Unterflügelgefieders beim adulten Kea
(Historische Illustration aus: William Thomas Greene, Parrots in Captivity, 1884)

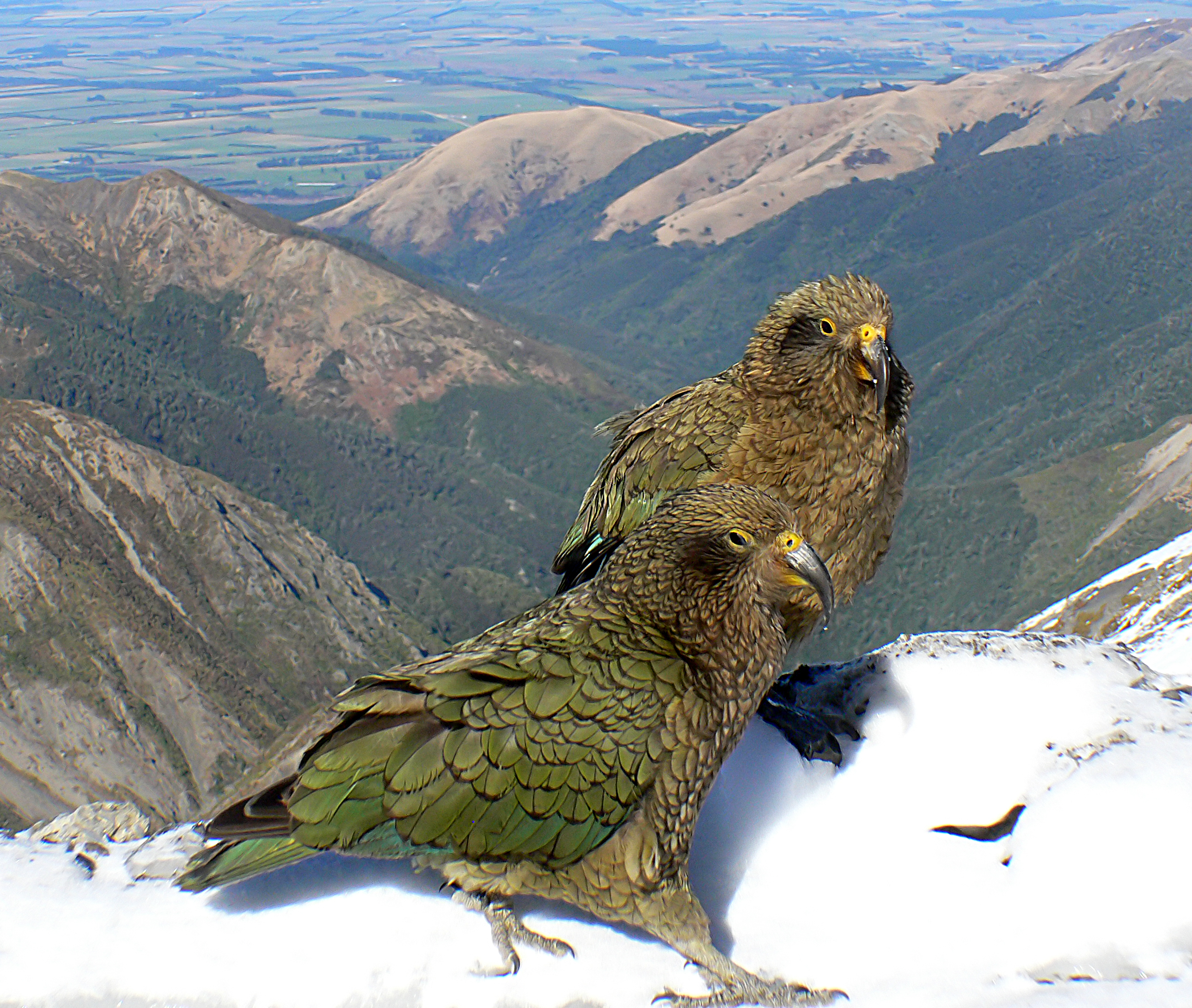
Keas im Schnee

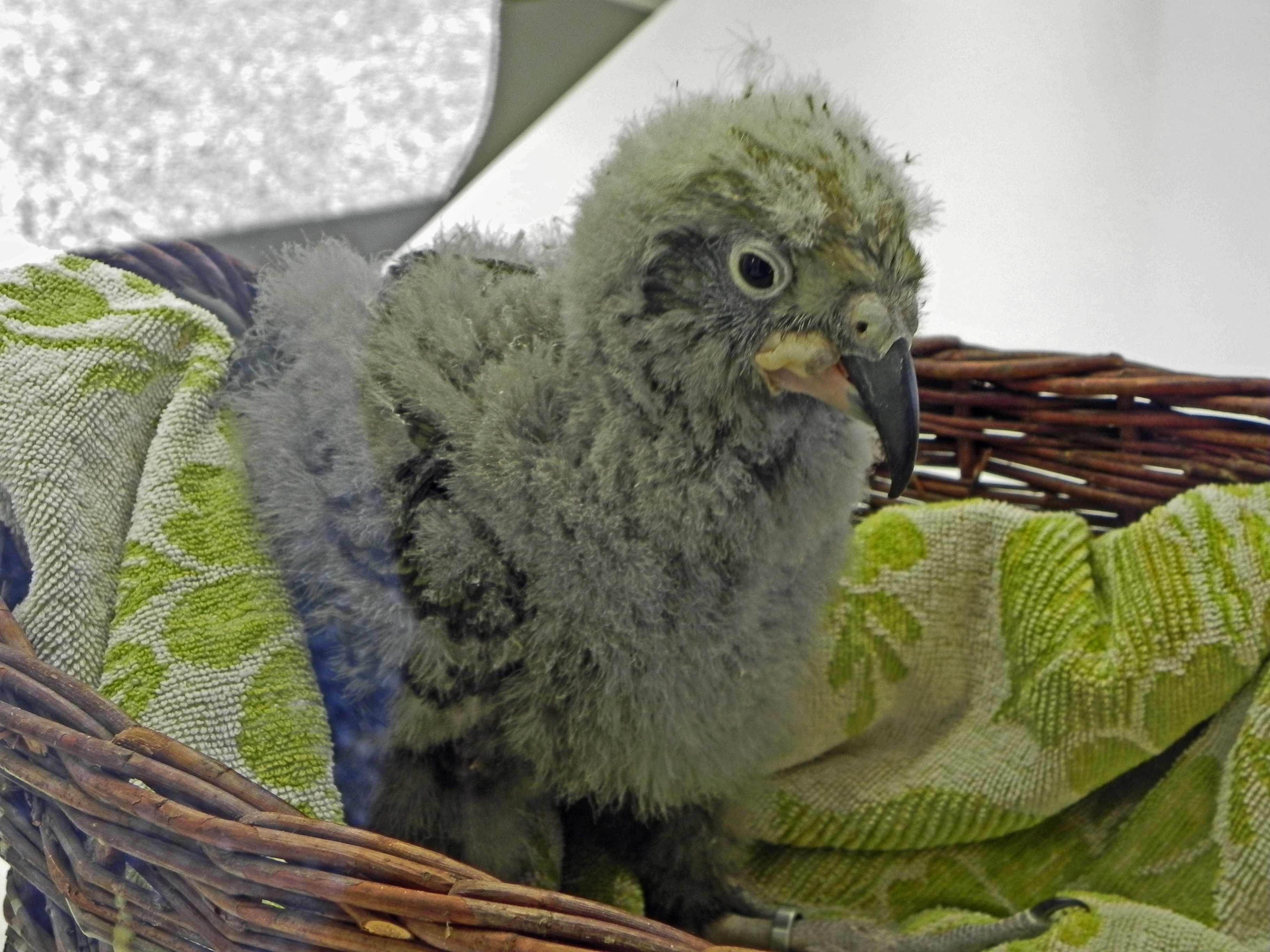
Sieben Wochen altes Kea-Küken im Weltvogelpark Walsrode

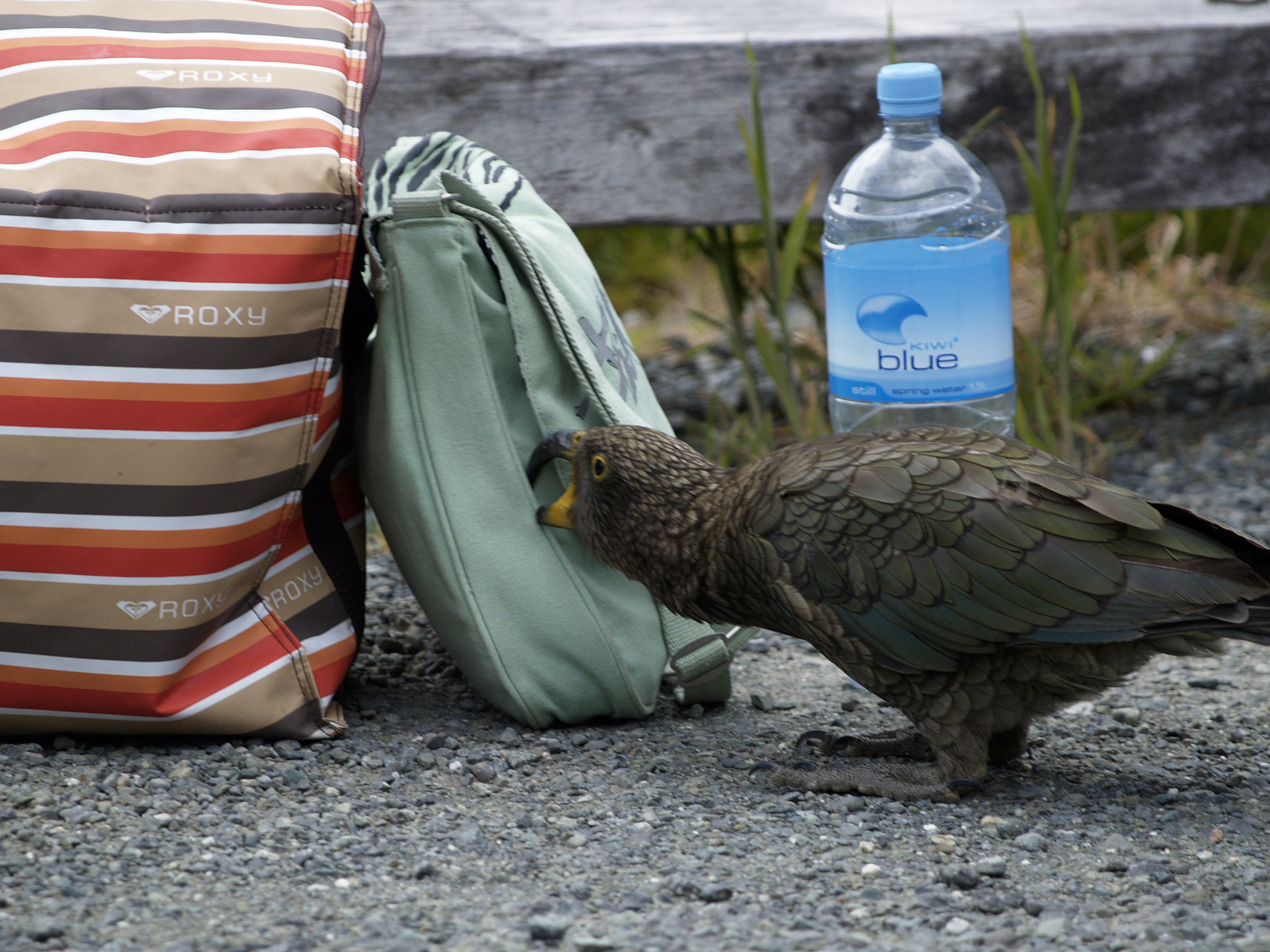
Kea, der einen Rucksack untersucht

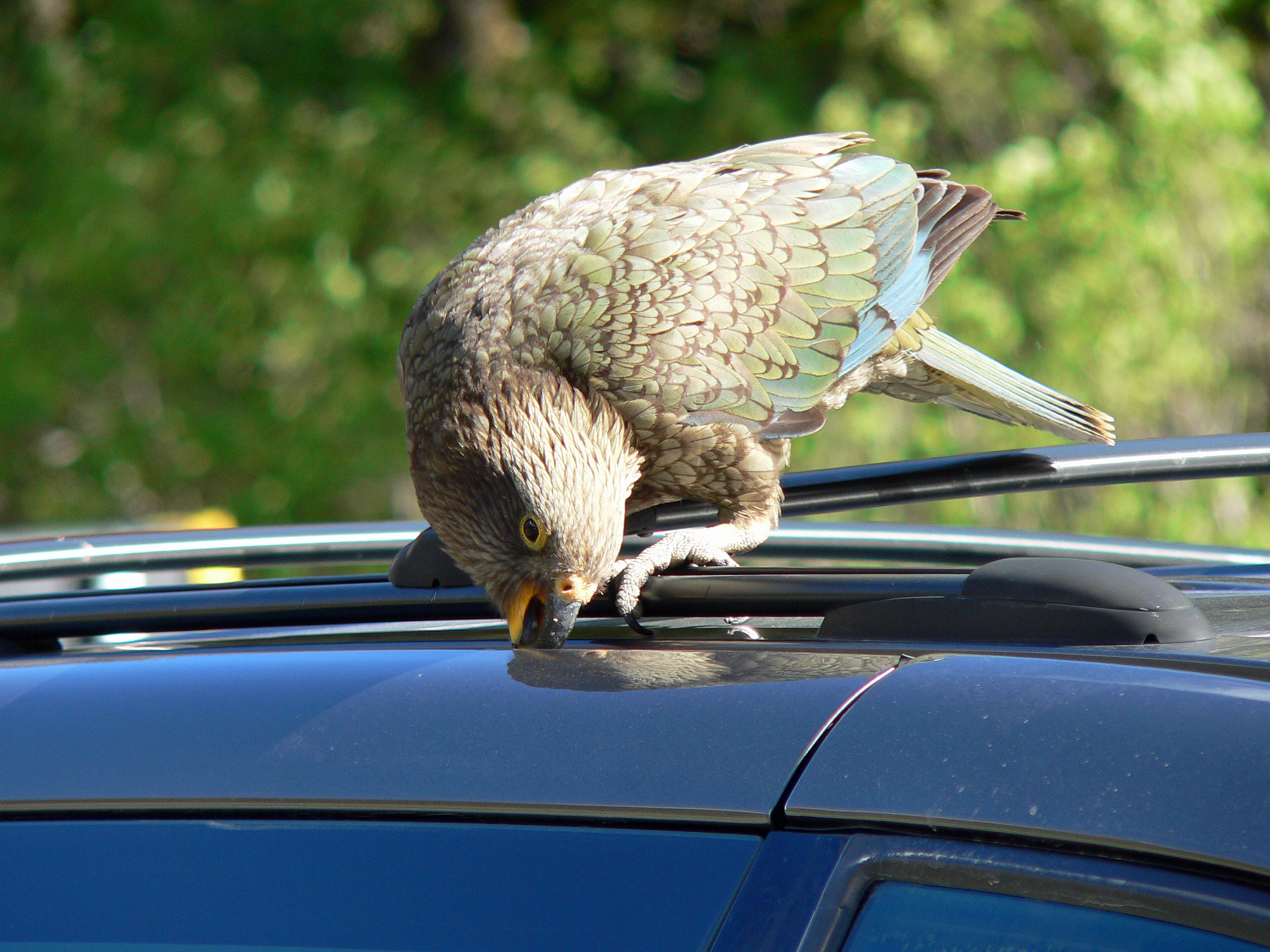
Ein Kea knabbert an der Türdichtung eines Autos.

Der Kea (Nestor notabilis), manchmal auch Bergpapagei genannt, ist ein vom Aussterben bedrohter Vogel aus der Gattung der Nestorpapageien (Nestor), der zur Familie der Strigopidae zählt.

## Aussehen
Der etwa 46 Zentimeter lange Kea ist relativ unauffällig gefärbt und mit überwiegend olivgrünem Federkleid ausgestattet. Die Unterflügeldecken und der Bürzel sind orangefarben. Der Vogel besitzt einen recht schlanken, hakenförmigen Schnabel. Männliche Exemplare bringen es auf ein Körpergewicht von 900 bis 1100 Gramm, während die Weibchen rund 20 % leichter sind und ein Körpergewicht zwischen 700 und 900 Gramm aufweisen.

## Verbreitung
Die Heimat der Keas erstreckt sich über eine Fläche von rund vier Millionen Hektar entlang der alpinen Regionen der Südinsel Neuseelands, angefangen von Farewell Spit im Norden der Westküste bis hinunter in die Region um Waitutu im Südwesten der Südküste, sowie in den Bergen der Kaikoura Ranges im Nordosten der Südinsel.
Der Kea gehört zu den wenigen Papageienarten, die außerhalb der Tropen leben und auch in verschneiten Regionen überwintern können, doch in den Wintermonaten, wenn in den Bergen die Nahrung knapp wird, treibt es die Vögel mitunter auch ins Flachland.
Die Population der Keas wird vom neuseeländischen Department of Conservation auf zwischen 3000 und 7000 Exemplare geschätzt.

## Ernährung und Lebensweise
Die Keas sind Allesfresser, die sich bevorzugt von Pflanzen und tierischen Produkten ernähren, wie von frischen Trieben, Früchten, Blättern, Nektar und Samen, und im Boden nach Insektenlarven und Pflanzenknollen graben und in den Kaikoura Ranges auch Jagd auf Shearwater-Nestlinge (Sturmvögel) machen. Weiterhin ernähren sich Keas von Aas von Hirschen, Gämsen, Tahr und Schafen, wenn dazu Gelegenheit besteht.
Bei neuseeländischen Farmern kamen Keas bereits Mitte des 19. Jahrhunderts in Verruf, weil sie tote Schafe anfraßen und auch dabei beobachtet wurden, wie sie lebenden Schafen auf dem Rücken das Fell aufrissen, um an das Körperfett zu kommen und ebenfalls Fett aus der Nierengegend fraßen, was ihnen schnell den Ruf von „Schafsmördern“ einbrachte. Der Ornithologe J. R. Jackson nahm bereits 1962 an, dass Keas kranke oder verletzte Schafe angreifen, machte aber auch deutlich, dass die Fallzahlen an Schafrissen von den Farmern in der Öffentlichkeit übertrieben wurden. Ein Video aus dem Jahr 1993 bestätigte eine wissenschaftliche Vermutung, dass die Vögel ihre starken Schnäbel und Klauen nutzen, um die Haut auf dem Rücken der Schafe zu durchtrennen und das darunterliegende Fett zu fressen. Obwohl die Keas die Schafe dadurch nicht direkt töten, können diese – je nach Größe der Verwundung – daran sterben. Anekdotisch wurde auch von Attacken der Keas auf Kaninchen, Hunde und sogar Pferde berichtet.
Keas gelten als besonders neugierig und verspielt. Das „Untersuchen“ von Gegenständen, die Touristen mitbringen und unbewacht liegen lassen, geht häufig nicht ohne Beschädigung einher. Geparkte Autos sind davon besonders betroffen. Hier werden unter anderem oft Dichtungsgummis an Türen und Fenstern und der Lack mit ihren kräftigen Schnäbeln bearbeitet. Vor allem Jungtiere finden daran großen Gefallen. Keas gelten als sehr intelligente Vögel. Sie sind in der Lage, Werkzeuge zu nutzen, ihr eigenes Spiegelbild zu erkennen, und sie haben ein sehr gutes technisches Verständnis. Das Öffnen von geschlossenen Rucksäcken und Mülltonnen gelingt ihnen problemlos. Außerdem wurde gezeigt, dass Keas im Stande sind, Wahrscheinlichkeiten richtig einzuschätzen und Vorhersagen zu treffen, in welcher Hand sich ein Gegenstand mit der größten Wahrscheinlichkeit befindet.
Wenn Keas ihren Partner gefunden haben, leben sie in der Regel ein Leben lang zusammen. Weibchen legen ab dem vierten Lebensjahr zwischen ein und fünf weiße, 39 mm im Umfang und 43 mm in der Länge große Eier pro Gelege und brüten diese zwischen 22 und 26 Tage lang aus. Ein Jungtier startet seinen Flugversuch nach etwa 90 Tagen und verlässt das elterliche Nest im Alter zwischen 100 und 150 Tagen. Keas werden bis zu 22 Jahre alt.

## Gefährdung
Aufgrund des Konfliktes mit Farmern, die Keas für getötete Schafe verantwortlich machten, wurde seit den späten 1860er Jahren von der neuseeländischen Regierung ein Kopfgeld für getötete Keas gezahlt. Das führte dazu, dass bis in die frühen 1970er Jahre hinein schätzungsweise 150.000 Keas getötet wurden. Auch heute wird immer noch eine unbekannte Anzahl dieser Vögel getötet. Untersuchungen an Kadavern belegen, dass Vögel an Schussverletzungen mittels Schrotflinte, an stumpfen Verletzungen und an Vergiftungen sterben.
Hermeline, Possums, Katzen und Ratten, die die meist in Erdhöhlen befindlichen Gelege plündern und damit die Nachzucht der Vögel empfindlich stören, stellen eine weitere Bedrohung für die Keas dar. Die Bekämpfung der von Europäern eingeschleppten Prädatoren zeigt, dass damit ein guter Schutz von Gelegen erreicht werden kann, von denen dann bis zu 70 % erfolgreich bebrütet werden.
Aufgrund der über eine große Fläche verteilt lebenden Keas ist es schwierig, eine verlässliche Anzahl von Individuen zu ermitteln. Dennoch zeigen Untersuchungen auf, dass die Populationsgröße vermutlich vergleichsweise klein ist. Die geschätzte Population schwankt je nach Quelle von 1000 bis 5000, von 3000 bis 7000 oder gar bis zu 15.000 Exemplaren. Die IUCN gibt die Population der Keas mit rund 4000 ausgewachsenen Tieren an und hat die Vögel deshalb auf die Rote Liste der schützenswerten Tiere gesetzt.

## Haltung in menschlicher Obhut
In Zoos werden Keas recht häufig gehalten; die Welterstzucht in einem Zoo erfolgte 1958 im San Diego Zoo, die deutsche Erstzucht 1986 in der Stuttgarter Wilhelma. Im deutschsprachigen Raum gibt es (Anfang 2024) um die 30 Haltungen. Das Europäische Zuchtbuch wird im Zoo „Parrott World“ in Crécy-la-Chapelle in Frankreich geführt.

## Filmdokumentation
- Berry Pain u. a.: Kea - Mountain Parrot. (Video) NZ On Screen, 1993, abgerufen am 15. September 2019 (englisch, in fünf Teilen; 13:15 min, 13:11 min, 13:29 min, 11:14 min und 1:03 min).
- Superhirn im Federkleid - Kluge Vögel im Duell (MP4; 670000 kB) im Videoarchiv – Internet Archive